# Anita Haacke
Anita Haacke – verheiratete Brauns – (* 4. Mai 1932 in Berlin; † 24. Juni 2021 ebenda) war eine deutsche Tischtennisspielerin mit ihrem Leistungszenit in den 1950er-Jahren. Sie nahm an einer Europa- und einer Weltmeisterschaft teil.

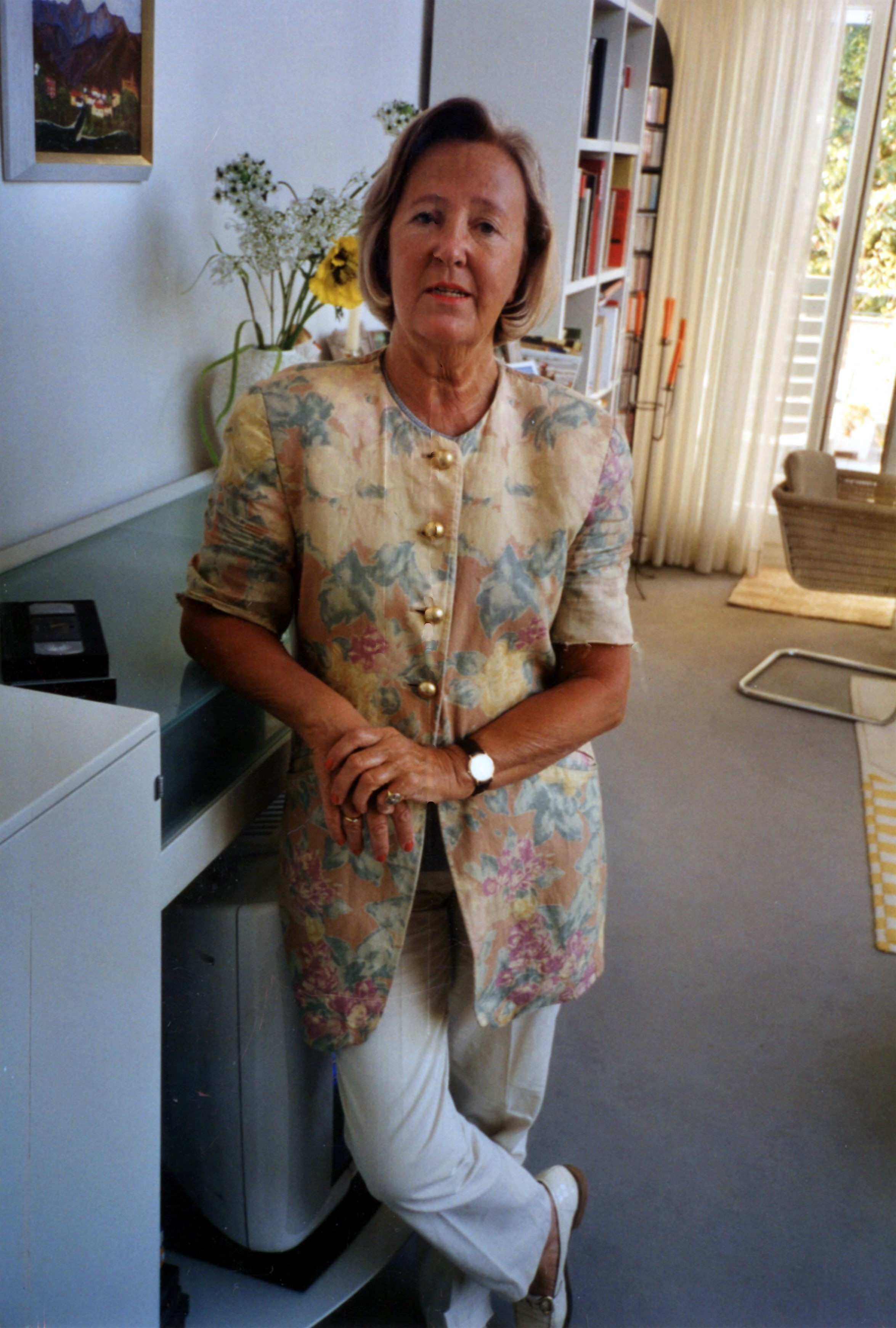
Anita Haacke (verheiratete Brauns) im Jahr 2000

## Werdegang
Anita Haacke begann mit dem Tischtennis bei der SG Nordring. Ab 1950 spielte sie beim Verein TTC Blau-Gold Berlin, mit dessen Damenmannschaft sie fünfmal das Endspiel um die Deutsche Meisterschaft erreichte, nämlich 1952, 1953, 1956, 1957 und 1960. Diese Endspiele gingen verloren. Fünfmal wurde das Team DM-Dritter. Bei den Norddeutschen Mannschaftsmeisterschaften holte sie mit dem TTC Blau-Gold fünfmal den Titel und fünfmal die Vizemeisterschaft. In den Individualwettbewerben der Nationalen Deutschen Meisterschaften kam Haacke im Doppel 1952 mit Uschi von Puttkamer und 1960 mit Edith Lersow auf Platz zwei. Das Halbfinale erreichte sie 1959 im Mixed mit Toni Breumair (Polizei SV Augsburg) und 1965 im Doppel mit Edith Steinke. Achtmal verlor sie ein Finale bei den Meisterschaften des Berliner TT-Verbandes, wurde aber zehnmal Berliner Meisterin im Doppel sowie einmal im Gemischten Doppel und konnte zweimal die Berliner Rangliste für sich entscheiden. Bei den Norddeutschen Einzelmeisterschaften holte sie zweimal den Meistertitel im Doppel: 1960/61 mit Edith Lersow (BTTC Grün-Weiß Berlin) und 1962/63 mit Edith Steinke.
1959 wurde Haacke für die Individualwettbewerbe der Weltmeisterschaft in Dortmund nominiert. Hier verlor sie im Einzel in der ersten Runde gegen Irena Kwiatkowska (Polen). Das Doppel mit Ulla Paulsen (Hamburger SV) unterlag nach Freilos in der zweiten Runde den Kanadierinnen Joan Jessop/Muriel Whait. Im Mixed mit Toni Breumair schied sie in der Eingangsrunde aus.
Auch bei der Europameisterschaft 1962 in Berlin nahm Haacke an den Individualwettbewerben teil. Nach einem Sieg über Loukia Scrivanou (Griechenland) musste sie sich im Einzel der späteren Europameisterin Agnes Simon beugen. Das Doppel mit Edith Steinke besiegte Loukia Scrivanou/Emilia Scrivanou (Griechenland) und Hanna Haering/Inge Natterer (Deutschland), unterlag danach jedoch im Viertelfinale den Deutschen Oda Mielenhausen/Ilse Lantermann. Mit Lothar Franke im Mixed war in der ersten Runde gegen Lajos Antal/Monique Jaquet (Schweiz) Endstation.
Später trat Haacke noch bei Seniorenturnieren an. Hier waren ihr endlich zwei DM-Titel im Doppel vergönnt: 1980 in Altersklasse Ü40 mit Edith Lersow (BSV 1892) sowie 1989 in AK Ü50 mit Martha Willke (SV Cheruskia Laggenbeck).

## Tennis
Ihr ganzes Leben lang spielte Anita Haacke im Sommer Tennis beim SV Berliner Bären (Vereinsmeisterin 1966 im Einzel und Mixed).

## Funktionärstätigkeiten
Haacke war Damenwartin des Berliner Tischtennisverbandes und Mitglied der Ausschüsse „Leistungssport“ und „Frauensport“ im Landessportbund Berlin.

## Privat
Anita Haacke war ab Juni 1967 mit dem ehemaligen Oberliga-Tischtennisspieler und Sportjournalisten Friedrich-Karl Brauns bis zu dessen Tod im April 2021 verheiratet. Bis 2018 trainierten beide regelmäßig „Dauertischtennis“ beim TTC Blau-Gold, außer im Sommer – da waren sie auf dem Tennisplatz zu finden.

## Turnierergebnisse
| Verband | Turnier             | Jahr | Ort      | Land | Einzel     | Doppel        | Mixed      | Team |
| ------- | ------------------- | ---- | -------- | ---- | ---------- | ------------- | ---------- | ---- |
| FRG     | Europameisterschaft | 1962 | Berlin   | FRG  |            | Viertelfinale |            |      |
| FRG     | Weltmeisterschaft   | 1959 | Dortmund | FRG  | letzte 128 | Scratched     | letzte 128 |      |

## Weitere Erfolge
- Deutsche Mannschaftsmeisterschaften mit TTC Blau-Gold Berlin
  - 1951 in Eisenach:       3. Platz
  - 1952 in Leipzig:          2. Platz
  - 1953 in Wuppertal:     2. Platz
  - 1954 in Eisenach:       3. Platz
  - 1955 in Weinheim:      3. Platz
  - 1956 in Hamburg:       2. Platz
  - 1957 in Radolfzell:      2. Platz
  - 1958 in Neuwied:        3. Platz
  - 1959 in Bietigheim:     4. Platz
  - 1960 in Kiel:                2. Platz
  - 1966 in Kiel:                3. Platz